# Koldo Obieta
Koldo Obieta (Gernika-Lumo, 1993. október 8. –) spanyol labdarúgó, a lengyel Miedź Legnica csatárja.

## Pályafutása
Obieta a spanyolországi Gernika-Lumo városában született. Az ifjúsági pályafutását a helyi Gernika akadémiájánál kezdte.
2012-ben mutatkozott be a Gernika felnőtt keretében. 2015 és 2022 között a Zamudio, az Amorebieta, a Vitoria és a Tudelano csapatánál szerepelt. 2022. július 1-jén kétéves szerződést kötött a lengyel első osztályban szereplő Miedź Legnica együttesével. Először a 2022. július 17-ei, Radomiak ellen 1–1-es döntetlennel zárult mérkőzés 71. percében, Ángelo Henríquez cseréjeként lépett pályára. Első góljait 2022. október 28-án, a Pogoń Szczecin ellen hazai pályán 4–2-re elvesztett találkozón szerezte meg.

## Statisztikák
2023. július 23. szerint
| Klub          | Szezon   | Osztály     | Bajnokság | Bajnokság | Kupa és Ligakupa | Kupa és Ligakupa | Nemzetközi | Nemzetközi | Összesen | Összesen |
| Klub          | Szezon   | Osztály     | Meccs     | Gól       | Meccs            | Gól              | Meccs      | Gól        | Meccs    | Gól      |
| ------------- | -------- | ----------- | --------- | --------- | ---------------- | ---------------- | ---------- | ---------- | -------- | -------- |
| Miedź Legnica | 2022–23  | Ekstraklasa | 29        | 3         | 1                | 0                | —          | —          | 30       | 3        |
| Miedź Legnica | 2023–24  | I Liga      | 1         | 0         | 0                | 0                | —          | —          | 1        | 0        |
| Összesen      | Összesen | Összesen    | 30        | 3         | 1                | 0                | 0          | 0          | 31       | 3        |